# Sorvegliare e punire
(Michel Foucault, explicit di Sorvegliare e punire)
Sorvegliare e punire. Nascita della prigione (Surveiller et punir: Naissance de la prison, 1975) è un saggio dello storico e filosofo francese Michel Foucault.
Traccia una disamina dei meccanismi teorici e sociali sottesi ai massicci cambiamenti verificatisi nei sistemi penali della civiltà occidentale in età moderna. Si concentra principalmente su documenti storici francesi, tuttavia gli argomenti sviscerati lo rendono di assoluto rilievo per tutte le società occidentali. È considerato un'opera che ha segnato - ispirandoli - molti successivi lavori di teorici e perfino di artisti.
Foucault mette in crisi il concetto, comunemente accettato, che il carcere sia diventato una forma rilevante di punizione in conseguenza delle istanze umanitarie propugnate dai riformisti, benché, del resto, non giunga neppure a sostenere espressamente l'avviso opposto. La via per cui raggiunge questo effetto consiste nel tracciare meticolosamente i cambiamenti culturali che hanno condotto alla dominanza della prigione, concentrando la propria attenzione sul corpo e sulle domande di potere. La prigione è una forma usata dalle "discipline", un nuovo potere tecnologico, che può ritrovarsi, secondo l'autore, anche nelle scuole, negli ospedali, nelle caserme, e così via. Le principali idee di Sorvegliare e punire possono essere raggruppate nelle quattro parti di cui si compone il lavoro: supplizio, punizione, disciplina e prigione.

## In dettaglio

### Supplizio
Durante il Medioevo, le prigioni non avevano una finalità punitiva e l'unica funzione cui esse assolvevano era quella di ospitare i prigionieri in attesa della sentenza, la quale consentiva loro due possibilità: la scarcerazione - che avveniva previo pagamento di un riscatto in denaro - e il supplizio capitale. La prigione come luogo punitivo - fa notare Foucault - è una invenzione da far risalire ai principi del XIX secolo.
L'autore inizia il libro esponendo il contrasto tra due forme di punizione:
1. il pubblico supplizio, violento e caotico, di Robert François Damiens, condannato per regicidio alla fine del XVIII secolo;
2. la pedante programmazione giornaliera prevista per gli internati in una prigione agli albori del XIX secolo.

Questi esempi ritraggono vividamente i vasti cambiamenti manifestatisi in meno di un secolo nei sistemi penali occidentali. L'autore spinge il lettore ad interrogarsi su cosa possa aver condotto ad una trasformazione così radicale.
La risposta viene ricercata in un esame della pubblica tortura in sé. Sostiene l'autore che questo genere di spettacolo costituiva una sorta di "piazza teatrale" cui corrispondevano diverse funzioni e diversi effetti (desiderati ed indesiderati) per la società.
Le funzioni perseguite erano:
- riflettere la violenza del delitto originario sul corpo del condannato, a monito di tutti;
- porre in atto la vendetta del sovrano - leso dal crimine (anche solo idealmente, ed al di fuori dell'ovvio caso del regicidio) - sul corpo del colpevole. La tesi di Foucault è che la legge era considerata un'estensione del corpo del sovrano, pertanto era pienamente logico che la vendetta si incarnasse nella violazione dell'integrità fisica (corpo) del condannato.

Alcuni degli "effetti collaterali" (naturalmente indesiderati) erano:
- fornire al corpo del condannato un palcoscenico su cui ricevere simpatia ed ammirazione;
- trasformare il corpo del condannato in un sito del conflitto tra le masse ed il sovrano. L'autore osserva in proposito che spesso le esecuzioni sfociavano in tumulti in appoggio del prigioniero.

Pertanto, conclude Foucault, in definitiva la pubblica esecuzione si rivelava obiettivamente controproducente e perfino anti-economica. Per di più essa era applicata in modo eterogeneo, irrazionale e quasi casuale. Ne consegue che il suo costo politico era troppo alto. Era addirittura l'antitesi dei più moderni interessi dello Stato: ordine e generalizzazione.

### Punizione
Il passaggio alla prigione non fu immediato. Ci fu un cambio graduale, benché piuttosto rapido. La prigione fu preceduta storicamente da una forma diversa di spettacolo pubblico. Il teatro del pubblico supplizio cedette il posto alle catene di galeotti impegnati in lavori forzati. La punizione divenne "gentile", ma non per ragioni umanitarie, secondo la tesi già anticipata da Foucault. Egli afferma che i riformisti erano insoddisfatti della natura imprevedibile, ed iniquamente distribuita, della violenza del sovrano concentrata sul corpo del condannato. Una maggior razionalizzazione di tutto questo "processo produttivo" era auspicata dai riformisti, anche in relazione al principio che il potere dello Stato debba (o almeno dovrebbe) essere una forma di potere pubblico. Stando a Foucault, ciò stava a cuore ai riformisti più che gli argomenti umanitari.
Al di fuori di questo movimento verso la punizione generalizzata, sarebbe stato creato un migliaio di "mini-teatri" di punizione in cui i corpi dei condannati sarebbero stati esposti in uno spettacolo più ubiquo, controllato ed efficace. I prigionieri sarebbero stati costretti a svolgere lavori che riflettevano i loro crimini, in tal modo fornendo alla società una riparazione per le loro deviazioni. Questo avrebbe permesso al pubblico di vedere i corpi dei condannati che davano esecuzione alla loro punizione, e così riflettevano sui delitti commessi. Ma questi esperimenti durarono meno di vent'anni.
Foucault sostiene che questa teoria della punizione "gentile" rappresentò il primo allontanamento dall'eccessiva forza del sovrano, e verso mezzi di punizione più generalizzati e controllati. Però, suggerisce che il cambiamento verso la prigione che seguì fu il risultato di una nuova "tecnologia" ed ontologia rivolte al corpo che si sarebbero sviluppate nel XVIII secolo: la tecnologia della disciplina e l'ontologia dell'"uomo come macchina".
Sul piano più squisitamente socio-politico, l'autore sembra suggerire piuttosto scopertamente la tesi che la riforma del sistema penale (quasi coeva alla Rivoluzione francese) sia funzionale agli interessi della classe borghese che — non a caso — si sta viepiù affermando nel proprio crescente ruolo egemonico proprio in quel periodo. Vi è un diverso modo di reprimere fermamente l'illegalismo dei beni (tipico della plebe, specie nei suoi strati marginali; furti, rapine, omicidi) rispetto ad una certa tolleranza verso l'illegalismo dei diritti (tipico dello scaltro borghese; truffe, corruzioni e simili):

«Bisogna concepire un sistema penale come un meccanismo per gestire gli illegalismi in modo differenziato e non per sopprimerli tutti.»

#### Il nuovo "linguaggio" del punire
Tra la pagina 102 e la 110, l'autore enuncia una sorta di "decalogo" ("semio-tecnica", ovvero "tecnica dei segni punitivi" con cui i riformatori tentano di influenzare con universale efficacia i comportamenti sociali) della politica criminale, interessante per la sua evidente attualità anche nel contesto contemporaneo:
- Regola della quantità minimale. Poiché la pena deve avere un effetto preventivo, è opportuno che essa arrechi al colpevole un danno soltanto un po' maggiore del vantaggio che il reo tenta di procurarsi con il delitto.
- Regola dell'idealizzazione sufficiente. Secondo le nuove idee, non è più il caso di ostentare i supplizi, perché è meglio mostrare l'idea (immagine mentale) della pena, piuttosto che la sua incarnazione sul corpo del condannato.
- Regola degli effetti laterali. La pena deve produrre il proprio effetto di "prevenzione generale" soprattutto nei confronti di chi non ha commesso il delitto (si arriva al paradosso di affermare che — se si fosse certi che il colpevole non ricadesse più nella propria condotta — sarebbe sufficiente far credere agli altri che lui sia stato davvero punito, e la pena effettiva non sarebbe quindi neppure necessaria).
- Regola della certezza perfetta. È quello che i giuristi chiamano "certezza della pena": chi sbaglia, deve sapere preventivamente che sarà quasi di certo punito, ed all'uomo andrebbe, peraltro, abolito il potere di grazia tradizionalmente rivendicato dai sovrani.
- Regola della verità comune. Abbandono delle prove legali, rifiuto della tortura, necessità insomma di una dimostrazione logica dell'esistenza della colpa strutturalmente analoga alla metodologia della dimostrazione matematica.
- Regola della specificazione ottimale. «È necessario un codice esaustivo ed esplicito, che definisca i delitti, fissando le pene.»

### Disciplina
Secondo Foucault, l'affermarsi della prigione come forma generalizzata di sanzione per ogni sorta di crimine è un portato dello sviluppo della disciplina registratosi nel XVIII e nel XIX secolo. L'analisi dell'autore si rivolge alla creazione di forme particolarmente raffinate di disciplina, aventi ad oggetto i più minuti e dettagliati aspetti del corpo di ciascuna persona. Suggerisce anche l'idea che la disciplina abbia generato una nuova economia ed una nuova politica dei corpi.
Le istituzioni moderne richiedevano che i corpi fossero individuati secondo i loro scopi, ed anche per l'addestramento, l'osservazione ed il controllo. Pertanto, sostiene, la disciplina ha creato una forma di individualità del tutto nuova per i corpi, che ha permesso loro di adempiere il dovere nelle forme delle organizzazioni economiche, politiche e militari che emergevano nell'età moderna e tuttora continuano.
Questa disciplina delle individualità costruisce per i corpi che controlla quattro caratteristiche, e costruisce di riflesso un'individualità che è:
- cellulare - determina la distribuzione spaziale dei corpi;
- organica - attraverso la codificazione delle attività in istruzioni dettagliate da seguire, tutte correlate fra loro;
- genetica - controlla l'evoluzione nel tempo dell'attività dei corpi;
- combinatoria - fa sì che la forza combinata di più corpi si fonda in una forza di massa.

Foucault suggerisce che questa individualità possa essere integrata in sistemi ufficialmente egualitari, ma che utilizzano la disciplina per costruire relazioni di potere non egualitarie:
(pagina 222)

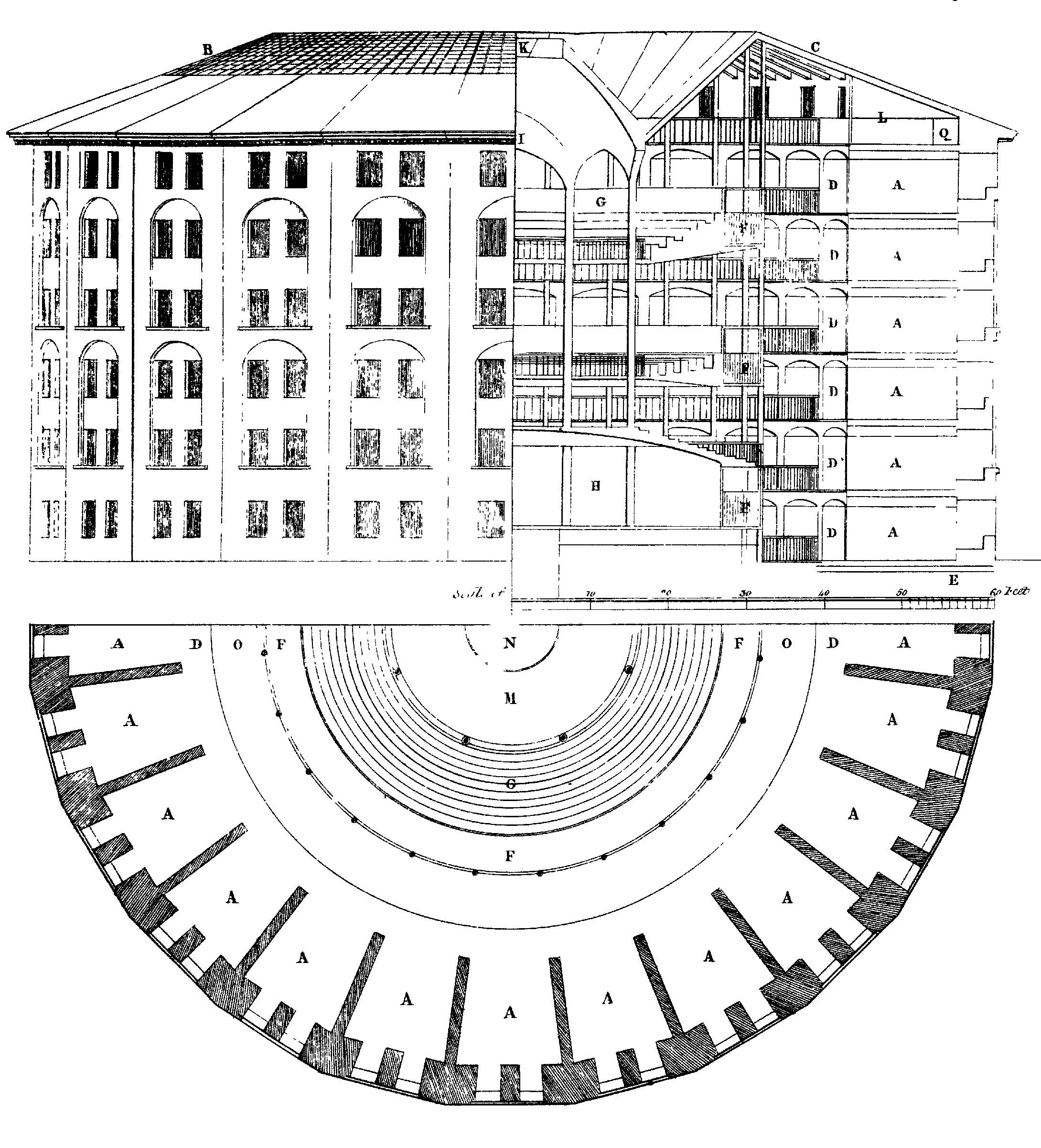
Il Panopticon, metafora ed incubo dell'ascolto-sorveglianza.

Secondo l'autore, la disciplina crea "corpi docili", ideali per le esigenze moderne in fatto di economia, politica, guerra - corpi funzionali in fabbrica, negli ordinati reggimenti, nelle classi scolastiche. Ma, per costruire corpi docili, le istituzioni che promuovono la disciplina devono riuscire a:
1. osservare e registrare i corpi che controllano;
2. garantire l'interiorizzazione dell'individualità disciplinare nei corpi che vengono controllati.

Ossia: la disciplina deve imporsi senza una forza eccessiva attraverso un'attenta osservazione, e grazie a tale osservazione i corpi si forgiano nella forma corretta. Ne discende la necessità di una peculiare forma di istituzione, che - secondo - Foucault, è ben esemplificata dal Panopticon di Jeremy Bentham.
Il Panopticon era la somma incarnazione di una moderna istituzione disciplinare. Consentiva una costante osservazione caratterizzata dalla "veduta diseguale". Infatti, forse la più importante caratteristica del Panopticon risiedeva nella progettazione costruttiva grazie alla quale il recluso non poteva mai sapere quando (e se) effettivamente era sorvegliato. In tale modo, per l'appunto, la "veduta diseguale" determinava l'interiorizzazione dell'individualità disciplinare, ed il corpo docile richiesto per gli internati. Ciò significa che si è meno indotti a trasgredire leggi o regole se si crede di essere osservati, anche quando in realtà la sorveglianza non è (momentaneamente) praticata. Pertanto, la prigione, specie se ricalca il paradigma del Panopticon, offre la forma ideale di punizione moderna. Secondo Foucault, questo è il motivo per cui la punizione generalizzata, "gentile", delle catene di forzati ha comunque dovuto cedere il passo al carcere. Quest'ultimo era la modernizzazione ideale della punizione, ed era quindi naturale che alla lunga prevalesse.
Fornita la dimostrazione logica del trionfo della prigione sulle altre forme punitive, Foucault dedica il resto del suo libro all'esame preciso della sua forma e funzione nella nostra società, per porre a nudo le ragioni del suo uso continuato, e per analizzare i supposti effetti di tale impiego.

### Prigione
Nell'esaminare la costruzione della prigione come mezzo centrale della punizione criminale, Foucault crea una sorta di cornice all'idea che la prigione sia divenuta parte di un più ampio "sistema carcerario", che è divenuto un'istituzione sovrana - che tutto egemonizza - nella società moderna. La prigione appartiene ad una rete più vasta, comprendente scuole, istituzioni militari, ospedali e fabbriche, che materializza una società pan-ottica per i propri membri. Il sistema crea "carriere disciplinari" (pag. 300) per chi accetta di rimanere nei "giusti binari" che gli sono stati assegnati. Il funzionamento di un tale sistema è propiziato dall'autorità scientifica di medicina, psicologia e criminologia. È altrettanto fondamentale il principio che il sistema "non può fare a meno di produrre delinquenti" (pagina 266). La delinquenza, in effetti, si produce quando la micro-criminalità sociale (ad esempio asportare legname dal latifondo di un gran signore) non è più tollerata, e si crea una classe di "delinquenti" specializzati che agiscono quali surrogati della polizia nella sorveglianza della società.

## Edizione italiana
- Michel Foucault, Sorvegliare e punire. Nascita della prigione, traduzione di Alcesti Tarchetti, Collana Paperbacks, n. 77, Torino, Einaudi, 1976,  p. 340, ISBN 88-06-17476-2. - Collana ET n.146, Einaudi, 1993.